# Igreja da Misericórdia de Odemira
A Igreja da Misericórdia de Odemira, também conhecida como Igreja da Santa Casa da Misericórdia de Odemira ou Igreja de Santa Isabel, é um monumento religioso na vila de Odemira, na região do Alentejo, em Portugal. Foi construída nos finais do século XVI, e em meados do século XX foi profanada, passando a ser ocupada por várias funções civis. Foi classificada como Monumento de interesse público em 2011. É conhecida principalmente pelas pinturas murais no seu interior.

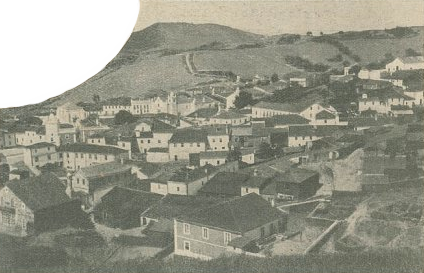
Vista panorâmica de Odemira nos princípios do século XX. Do lado esquerdo é visível a Igreja da Misericórdia, enquanto que no centro esquerdo está a Igreja Matriz.

## Descrição
A igreja está situada no centro histórico da vila de Odemira, tendo acesso por um pequeno largo. É dedicada a Santa Isabel. Enquadra-se no estilo maneirista, tanto na sua arquitectura como nos elementos decorativos no interior.
Apresenta uma organização pouco usual, com um exterior de planta rectangular e um interior oval, modelo que é considerado pouco comum entre os edifícios religiosos na região. Desta forma, o interior é totalmente unificado, sem espaços próprios para a nave e capela-mor. Adossada à fachada direita está a sacristia e outras dependências. A nave possui um telhado de quatro águas, enquanto que a sacristia e o anexo possuem coberturas diferenciadas, de uma só água. A fachada principal está orientada a Leste, e é de um só pano, com remate em cornija e beirado. O portal de entrada, no estilo maneirista, é executado em mármore, e possui verga recta. É definido por três pilastras no estilo coríntio, uma central, formando um mainel, e duas laterais, coroadas por urnas com decoração de troféus e grinaldas em baixo-relevo. Acima do portal abre-se um nicho, ladeado por pilastras com urnas, e com uma moldura de volutas, sendo este conjunto rematado por uma verga saliente, executada em cantaria. Neste nicho situava-se originalmente uma estátua de Nossa Senhora da Visitação em pedra. Esta imagem foi removida para fazer parte de uma exposição itinerante de arte sacra, tendo posteriormente sido colocada no Lar Nossa Senhora da Visitação, em Odemira. No portal destacam-se igualmente as urnas que fazem parte da sua decoração, que provavelmente são um símbolo da eternidade. Tanto a fachada principal como a do tardoz possuem dois contrafortes, enquanto que o lado poente, que segue o desnível da rua, é segurado por três contrafortes.
O interior é muito simples, já não possuindo os altares ou outros elementos decorativos, tendo as paredes pintadas em tons azuis e brancos. Porém, restaram alguns vestígios de uma rica cobertura em pinturas murais, que poderiam ter originalmente coberto totalmente as paredes, mas que foram posteriormente ocultadas por várias camadas de cal. Foram executadas seguindo a técnica do fresco, com alguns acabamentos a seco, sendo consideradas únicas na região. Estas pinturas representam cenas bíblicas e de tema religioso, como a visitação de Nossa Senhora a Isabel, cada um dos evangelistas, as figuras de Santa Ana e São Joaquim, ambos com um ramo a sair do peito, a anunciação, um cálice e uma grinalda de anjos sobre uma cena que já desapareceu, e uma figura masculina com um turbante, que provavelmente simbolizava o resgate dos cativos, considerada uma das obras de misericórdia. Desta forma, a igreja combinava dois espaços muito diferentes, um exterior sóbrio e discreto, e um interior com rica decoração em murais, prática que era comum nas regiões do Alentejo e do Algarve.
Devido à sua arquitectura e decoração interior, o imóvel é considerado pela Câmara Municipal de Odemira como «único no âmbito do património religioso construído no concelho de Odemira e destacável no próprio contexto regional». José António Falcão, director geral do festival Terras sem Sombra e historiador de arte, considerou a igreja como «o edifício mais espetacular e interessante do ponto de vista da história da arte», e adiantou que é conhecida como «a Capela Sistina de Odemira», devido à riqueza dos seus frescos. Qualificou o edifício como um exemplo da «arquitetura mais experimental do Maneirismo português, que chega a um meio pequeno e afastado» como a vila de Odemira, e avançou a hipótese que terá sido obra de «um dos muitos arquitetos formados em Coimbra». Realçou igualmente as urnas que fazem parte da decoração do portal, que classificou como «peças de grande erudição que surpreendem num meio em que predominaria a arquitetura regional».

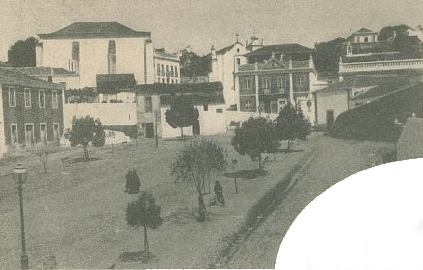
Largo do Prado nos princípios do século XX, sendo visível a Igreja da Misericórdia no canto superior esquerdo.

## História
A irmandade da Misericórdia de Odemira foi criada em 1569, e a igreja foi construída na segunda metade do século XVI. O historiador Pinho Leal refere na sua obra Portugal antigo e moderno que a «casa de Misericórdia, erecta em 1569, na ermida do Espirito Santo, que serve hoje de hospital. D'aqui passou para a sua nova egreja (a  actual) em 1576».
Foi profanada na segunda metade do século XX, tendo sido reaproveitada em várias funções civis. Como parte deste processo, sofreu várias alterações a nível estrutural, embora mantendo-se ainda no estilo maneirista, e o interior também foi muito danificado, tendo perdido o mobiliário, os altares, e vários elementos decorativos, enquanto que as antigas pinturas murais foram ocultadas por camadas de cal. Também foi acrescentado um volume à igreja, para servir de garagem, e instalada uma nova cobertura. Em 1991, a imagem de Nossa Senhora da Misericórdia, que se encontrava no nicho sobre o portal, foi transferido para a sede da Santa Casa da Misericórdia. Em meados da década de 2000, a igreja era utilizada como sede partidária.
O processo para a classificação da igreja iniciou-se em 1998, pela Direcção Regional de Évora do Instituto Português do Património Arquitectónico, tendo sido concluído com a homologação como Monumento de interesse público pela Portaria n.º 505/2011, de 8 de Abril. Em 2013, a igreja acolheu o evento de cinema Fragmentos Escondidos, e em Abril de 2014 foi ali organizada a exposição de artes plásticas A Liberdade e os 40 anos do 25 abril, Em 2015, a Santa Casa da Misericórdia cedeu o edifício à Câmara Municipal de Odemira durante um prazo de vinte anos, de forma a fazer obras de restauro e promover a sua valorização, «para potenciar a sua importância histórica e utilização para fins culturais e sociais». Esta intervenção iria abrangir a estrutura da igreja e área em redor, e o restauro dos frescos no seu interior. Foi medida foi organizada em parceria com a Misericórdia e a Direcção Regional de Cultura do Alentejo, tendo sido alvo de uma candidatura aos fundos comunitários, no âmbito do programa Portugal 2020. Na sequência deste acordo, a autarquia começou a utilizar a antiga igreja como espaço para exposições e eventos de natureza institucional, tendo por exemplo recebido em Dezembro de 2017 a exposição natalícia Estrelas e Coroas, e entre 2017 e 2019 albergou as exposições colectivas da associação Sopa dos Artistas.
Em Março de 2017, a vereadora da Câmara Municipal de Odemira para a cultura, Deolinda Seno Luís, revelou que já estava em elaboração um projecto que iria permitir as intervenções a serem feitas no imóvel. Admitiu que a recuperação iria ser uma «intervenção onerosa», uma vez que seria necessário «trabalhar num projeto, com técnicos especializados e fazer o levantamento da intervenção artística e de restauro ainda necessária», além do «arranjo urbanístico da envolvente». Esclareceu que naquela altura o quadro comunitário privilegiava as intervenções no património em castelos, relegando para segundo plano as obras em monumentos religiosos, mas que a autarquia iria avançar com o projecto de arquitectura, de forma a estar concluído «para uma futura candidatura». Chamou igualmente a atenção para a comunidade de morcegos que então habitava no monumento, admitindo que a autarquia poderia instalar um morcegário no local. Nesse ano, já se tinha iniciado o restauro das pinturas murais, que numa primeira fase foram alvo de uma intervenção por parte dos formandos de um curso de Auxiliares de Conservação e Restauro, organizado pela Direcção Regional de Cultura do Alentejo, e coordenado pela conservadora Deolinda Tavares e outros quatro especialistas. Estes trabalhos incluíram a remoção de pequenas zonas quadradas da cal das paredes, que foram alargadas nos sítios onde foram descobertos frescos.

## Leitura recomendada
- QUARESMA, António Martins (1989). Odemira: Subsídios para uma Monografia. Odemira: Câmara Municipal de Odemira